# 腰物方
腰物方（こしものかた）は、江戸時代の武士の御役目の1つ。佩刀、装身具及び諸侯に賜う太刀や刀、脇差や献上品の刀剣などを掌る。
定員22名。200俵高で、腰物奉行の支配を受ける。殿中では焼火之間詰で、家格が70石から500石の者が選ばれた。『明良帯録』には「骨折多きゆへ昇進口早し」とある。
当初は腰物奉行と呼ばれていたが、元禄14年（1701年）に上役である腰物頭が腰物奉行に改称されるのに伴い、腰物方と名を改められた。
慶応2年（1866年）に、腰物奉行と共に廃止され、その職務は納戸方が兼務することとなった。